# 克桑雷 (摩泽尔省)
克桑雷（法語：Xanrey）是法国摩泽尔省的一个市镇，属于沙托萨兰区（Château-Salins）塞尔河畔维克县（Vic-sur-Seille）。该市镇总面积7.81平方公里，2009年时的人口为112人。

## 人口
克桑雷人口变化图示